# Exochus lascus
Exochus lascus là một loài tò vò trong họ Ichneumonidae.